# Эн-Набатия (город)
Эн-Набати́я (араб. النبطية‎) — южноливанский город с населением около 120 тысяч человек. В городе находится управление одноимённого района и одноимённой мухафазы.
Эн-Набатия — важнейший город Джабаль-Амеля (историческое название южного Ливана до создания современного Ливана в 1920 г.).